# Battaglia di Changsha (1941)
La battaglia di Changsha venne combattuta tra il 6 settembre e l'8 ottobre 1941, nell'ambito dei più vasti eventi della Seconda guerra sino-giapponese: un tentativo delle forze giapponesi del generale Korechika Anami di catturare Changsha, capitale della provincia di Hunan, fu respinto con forti perdite da parte delle truppe cinesi del generale Xue Yue.